# Al-Numaniyya
al-Numaniyya (arabiska النعمانية) är en stad i provinsen Wasit i södra Bagdad, Irak. Staden är belägen cirka 45 kilometer norr om al-Kut. 